# Anime di vetro
Anime di vetro è l'ultimo singolo dei Pquadro, band scioltasi nel 2011 e formata da Piero Romitelli e Pietro Napolano, pubblicato il 30 aprile 2010 dall'Atlantic Records.

## Il brano
Il brano, pubblicato in download digitale il 30 aprile 2010 con edizione Madli Srl, è stato scritto da Piero Romitelli e Pietro Napolano, mentre le musiche sono state affidate agli stessi assieme a Emilio Munda.
Emilio Munda ha anche curato gli arrangiamenti. Il singolo è stato registrato con la collaborazione di Cesare Chiodo al basso, Sergio Reggioli al violino ed Emiliano Mangia alla chitarra.

## Il video
Il videoclip di Anime di vetro è stato affidato al regista Gabriele Paoli e l'attore protagonista è Federico Russo conosciuto dal grande pubblico come Mimmo della serie televisiva I Cesaroni. Il videoclip dal 30 aprile 2010 è in rotazione nei canali TV musicali.